# Hipparchia benimguildi
Hipparchia benimguildi är en fjärilsart som beskrevs av Varin 1954. Hipparchia benimguildi ingår i släktet Hipparchia och familjen praktfjärilar. Inga underarter finns listade i Catalogue of Life.